# Physalis rydbergii
Physalis rydbergii ist eine Pflanzenart aus der Gattung der Blasenkirschen (Physalis) in der Familie der Nachtschattengewächse (Solanaceae).

## Beschreibung
Physalis rydbergii ist eine krautige Pflanze, die an der Basis verholzt sein kann und mehrere Stängel mit einer Höhe von 15 bis 30 cm aus einer holzigen Wurzel austreibt. Sie ist mit kurzen, feinen, auseinanderstrebenden, vielzelligen Trichomen behaart, von denen einige drüsenkopfig sind. Die Blattspreiten der Laubblätter sind lanzettlich bis eiförmig-lanzettlich oder rhombisch-lanzettlich. Die Spreiten der größeren Blätter sind 10 bis 15 mm lang und 3 bis 7 mm breit und laufen in einen 3 bis 8 mm langen Blattstiel über. Beide Blattseiten sind ähnlich den Stängeln behaart. Der Blattrand ist nahezu ganzrandig oder mit einem bis einigen Zähnen unterschiedlicher Form und Größe besetzt.
Die Blüten stehen an 5 bis 7 mm langen Blütenstielen. Der Kelch hat zur Blütezeit eine Länge von 4 bis 5 mm und misst an der Basis der Kelchlappen 2 bis 2,5 mm im Durchmesser. Die Form des Kelches ist langgestreckt bis langgestreckt-glockenförmig. Die Kelchlappen sind eiförmig bis dreieckig und 1 bis 1,5 mm lang. Die Krone ist gelblich gefärbt und ungefleckt, oder leicht gefleckt, was jedoch durch Trocknen verschwindet. Sie werden 7 bis 9 mm lang und 6 bis 8 mm oder mehr breit. Die Staubbeutel sind gelb, etwa 2 mm lang und stehen an 3 bis 4 mm langen Staubfäden.
Die Frucht ist eine Beere, die den sie umgebenden, vergrößerten Kelch fast vollständig ausfüllt. Dieser ist 8 bis 12 mm lang und 8 bis 10 mm breit, langgestreckt-eiförmig und an der Spitze geöffnet.

## Verbreitung
Die Art ist ein Endemit aus dem mexikanischen Bundesstaat Sinaloa.